# Taerwemeersch
Taerwemeersch is een natuurgebied nabij de tot de Oost-Vlaamse gemeente Gavere behorende plaats Semmerzake. Het gebied wordt beheerd door Natuurpunt.
Het gebied bevindt zich in de vallei van de Schelde en maakt onderdeel uit van de Scheldemeersen.
Het betreft een kleinschalig gebied van hooilanden met knotwilgen en wilgenbosjes. De wilgen werden geselecteerd voor speciale doeleinden, met name het mandenvlechten. In de jaren '50 en '60 van de 20e eeuw werden er ook enkele populierenbosjes aangeplant.
De Bolveerput in het noorden van het gebied ontstond door het opspuiten van rivierslib. Het werd omgevormd tot natuurgebied. Hier vindt men ook de Kriephoek, dat is een oude Scheldemeander.
Het gebied is rijk aan vogels: zowel watervogels, broedvogels als trekvogels zijn er te vinden.
De Taerwemeersch is vrij toegankelijk op wegen en paden.